# Alessandro Quattrone
Alessandro Quattrone (Reggio Calabria, 1958) è un poeta italiano.

## Biografia
Ha esordito nel 1984 con la raccolta di poesie Interrogare la pioggia, finalista al Premio Viareggio 1984 nella sezione "Opera prima"; con il successivo Passeggiate e inseguimenti ha vinto il Premio Internazionale Eugenio Montale nel 1994. Dopo quasi venti anni dal precedente Rifugi Provvisori, nel 2014 Quattrone ha pubblicato una nuova raccolta di poesie, dal titolo Prove di Lontananza, terzo classificato nel Premio Internazionale "Mario Luzi" del 2014.
Nel lungo periodo intercorso tra le ultime due raccolte di poesie, Quattrone si è dedicato alla traduzione di classici della poesia latina, inglese e francese, e alla stesura del suo unico romanzo, Ai bordi del diluvio, pubblicato nel 2002. Quattrone ha anche collaborato con il musicista Daniele Battaglia, per il quale ha scritto i testi delle canzoni del secondo album, intitolato semplicemente Daniele Battaglia.
Attualmente insegna al Liceo "Paolo Giovio" di Como.

## Opere

### Curatele
- Niccolò Machiavelli, La Mandragola, Bussolengo, Demetra, 1995
- Alessandro Manzoni, I promessi sposi, Bussolengo, Demetra, 1995
- Emily Dickinson, Poesie, Colognola ai Colli, Demetra, 2000

### Narrativa
- Ai bordi del diluvio, Bergamo, Moretti & Vitali, 2002

### Poesia
- Interrogare la pioggia, Manduria, Lacaita, 1984
- Passeggiate e inseguimenti, Castel Maggiore, Book Editore, 1993
- Rifugi provvisori, Castel Maggiore, Book Editore, 1996, Premio Nazionale Rhegium Julii[3]
- Prove di lontananza, Ro Ferrarese, Book Editore, 2014
- La gentilezza dell'acero, Bagno a Ripoli, Passigli Editori, 2018

### Traduzioni
- Charles Baudelaire, Relitti e altri versi maledetti, Bussolengo, Demetra, 1995
- Samuel Taylor Coleridge, La ballata del vecchio marinaio. Colpa ed espiazione: il mare dell'anima, Bussolengo, Demetra, 1995
- Søren Kierkegaard, Diario di un seduttore, Bussolengo, Demetra, 1995
- Angelo Silesio, Il pellegrino cherubico, Bussolengo, Demetra, 1995
- Publio Ovidio Nasone, L'arte di amare, Bussolengo, Demetra, 1996
- Arthur Rimbaud, Illuminazioni; Una stagione all'inferno, Bussolengo, Demetra, 1996
- Paul Verlaine, Poesie d'amore: passione, tenerezza, erotismo, Bussolengo, Demetra, 1996
- Guillaume Apollinaire, Libertà come regola, Bussolengo, Demetra, 1997
- Emily Dickinson, Poesie: colloqui con le ombre, Colognola ai Colli, Demetra, 1997
- Arthur Rimbaud, Il battello ebbro e altri versi, Colognola ai Colli, Demetra, 1997
- Walt Whitman, Foglie d'erba, Colognola ai Colli, Demetra, 1997
- Edgar Allan Poe, Il corvo e altre poesie, Colognola ai Colli, Demetra, 2000
- Edgar Lee Masters, Antologia di Spoon River, Colognola ai Colli, Demetra, 2001
- William Shakespeare, Amleto, Colognola ai Colli, Demetra, 2001